# Rokytnice nad Jizerou
Rokytnice nad Jizerou (tyska: Rochlitz an der Iser) är en stad i Tjeckien. Den ligger i distriktet Semily och regionen Liberec, i den norra delen av landet, 100 km nordost om huvudstaden Prag. Rokytnice nad Jizerou ligger 513 meter över havet och antalet invånare är 2 752 (2016).
Terrängen runt Rokytnice nad Jizerou är huvudsakligen kuperad. Rokytnice nad Jizerou ligger nere i en dal. Runt Rokytnice nad Jizerou är det ganska tätbefolkat, med 58 invånare per kvadratkilometer. Närmaste större samhälle är Jablonec nad Nisou, 18,4 km väster om Rokytnice nad Jizerou. I omgivningarna runt Rokytnice nad Jizerou växer i huvudsak blandskog.